# Unité urbaine de Baron
L'unité urbaine de Baron est une unité urbaine française centrée sur la ville de Baron  département de la Gironde.

## Données globales
En 2010, selon l'Insee, l'unité urbaine de Baron est composée de trois communes, toutes situées dans l'arrondissement de Libourne, subdivision administrative du département de la Gironde.
L'unité urbaine de Baron représente un pôle urbain de l'aire urbaine de Bordeaux.

## Délimitation de l'unité urbaine de 2010
Liste des communes appartenant à l'unité urbaine de Baron selon la nouvelle délimitation de 2010 et sa population municipale.
| Nom      | Code Insee | Statut | Superficie (km2) | Population (dernière pop. légale) | Densité (hab./km2) |
| -------- | ---------- | ------ | ---------------- | --------------------------------- | ------------------ |
| Baron    | 33028      |        | 10,34            | 1 204 (2022)                      | 116                |
| Camarsac | 33083      |        | 5,35             | 1 034 (2022)                      | 193                |
| Croignon | 33141      |        | 4,62             | 733 (2022)                        | 159                |

## Évolution démographique
L'évolution démographique ci-dessous concerne l'unité urbaine de Baron délimitée selon le périmètre de 2010.
| 1968  | 1975  | 1982  | 1990  | 1999  | 2010  | 2014  | 2016  | 2018  |
| ----- | ----- | ----- | ----- | ----- | ----- | ----- | ----- | ----- |
| 1 149 | 1 305 | 1 722 | 1 841 | 2 019 | 2 511 | 2 707 | 2 772 | 2 840 |

| 2022  | - | - | - | - | - | - | - | - |
| ----- | - | - | - | - | - | - | - | - |
| 2 971 | - | - | - | - | - | - | - | - |

### Articles externes
- L'unité urbaine de Baron sur le splaf Gironde
- Composition communale de l'unité urbaine de Baron selon le nouveau zonage de 2010